# Matteo 17

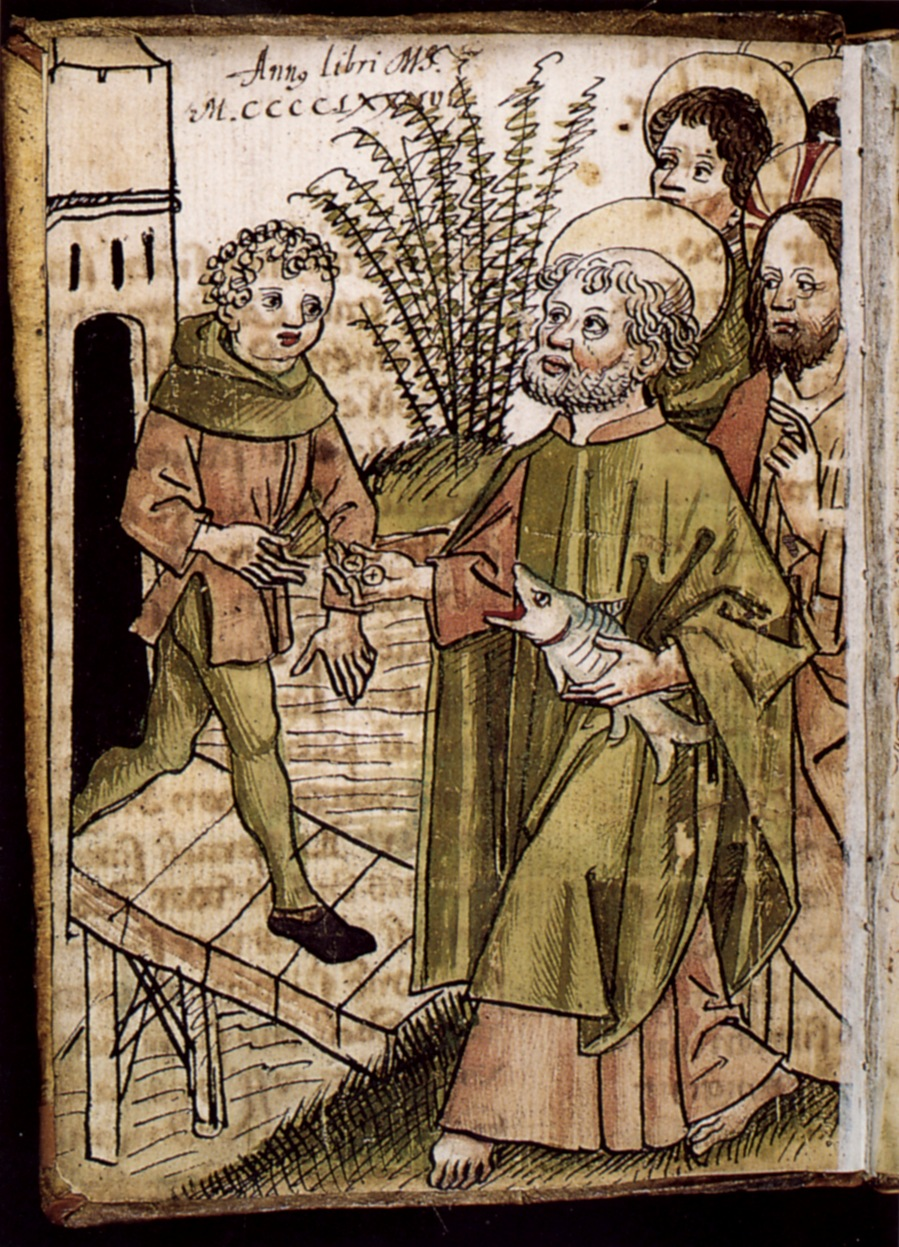
San Pietro paga il tributo al tempio con una moneta proveniente dalla bocca di un pesce; miniatura di Augustin Tünger, 1486.

Matteo 17 è il diciassettesimo capitolo del vangelo secondo Matteo nel Nuovo Testamento. Il capitolo contiene ulteriori nozioni riguardanti il ministero di Gesù in Giudea e a Gerusalemme.

## Testo
Il testo originale era scritto in greco antico. Il capitolo è diviso in 27 versetti.

### Testimonianze scritte
Tra le principali testimonianze documentali di questo capitolo vi sono:
- Codex Vaticanus (325-350; completo)
- Codex Sinaiticus (330-360; senza il versetto 21)
- Codex Bezae (c. 400; completo)
- Codex Washingtonianus (c. 400; completo)
- Codex Ephraemi Rescriptus (c. 450; versetti 1-25)
- Codex Purpureus Rossanensis (VI secolo)
- Codex Sinopensis (VI secolo; versetti 2-24)
- Papiro 44 (VI/VII secolo; versetti 1-3, 6-7)

## Struttura
Il capitolo può essere diviso nel seguente modo:
- Trasfigurazione di Gesù al monte (Matteo 17,1-3)
- Guarigione del ragazzo indemoniato (Matteo 17,14-21)
- Gesù predice la sua morte e risurrezione (Matteo 17,22-23)
- Pietro e Gesù pagano il tributo al tempio (Matteo 17,24-27)

## I luoghi
Il capitolo si apre sei giorni dopo gli eventi narrati nel precedente capitolo che si era svolto a Cesarea di Filippo, presso il monte Hermon. Matteo nel versetto 21 dice che Gesù deve recarsi a Gerusalemme, e la narrazione prosegue col suo viaggio. Con Pietro, Giacomo e Giovanni egli si porta su un alto monte, tradizionalmente indicato come il monte Tabor, dove Gesù viene trasfigurato.

## Versetto 1
Sei giorni dopo, Gesù prese con sé Pietro, Giacomo e Giovanni suo fratello e li condusse in disparte, su un alto monte.
Nel vangelo secondo Luca, il racconto della trasfigurazione di Gesù avviene otto giorni dopo gli eventi precedentemente descritti. Il teologo protestante Heinrich Meyer ha fatto notare, in accordo con le osservazioni di "[san] Crisostomo, [san] Girolamo, Teofilatto, Erasmo e altri [...] che Luca abbia incluso il dies a quo e ad quem" (ovvero i giorni d'inizio e fine dell'intervallo temporale dell'evento).

## La moneta nella bocca del pesce

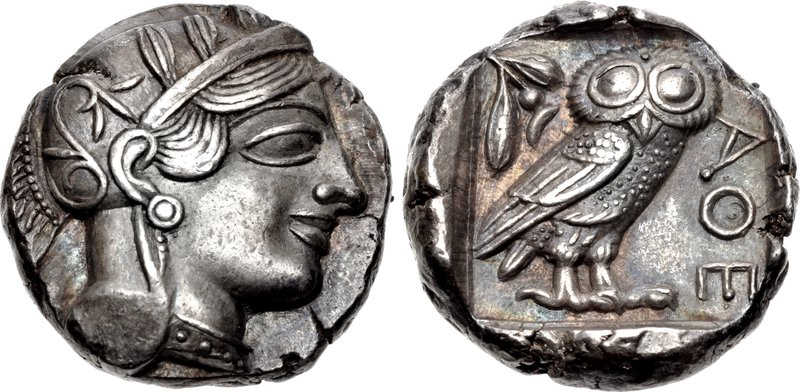
Un tetradramma ateniese del 499 a.C.

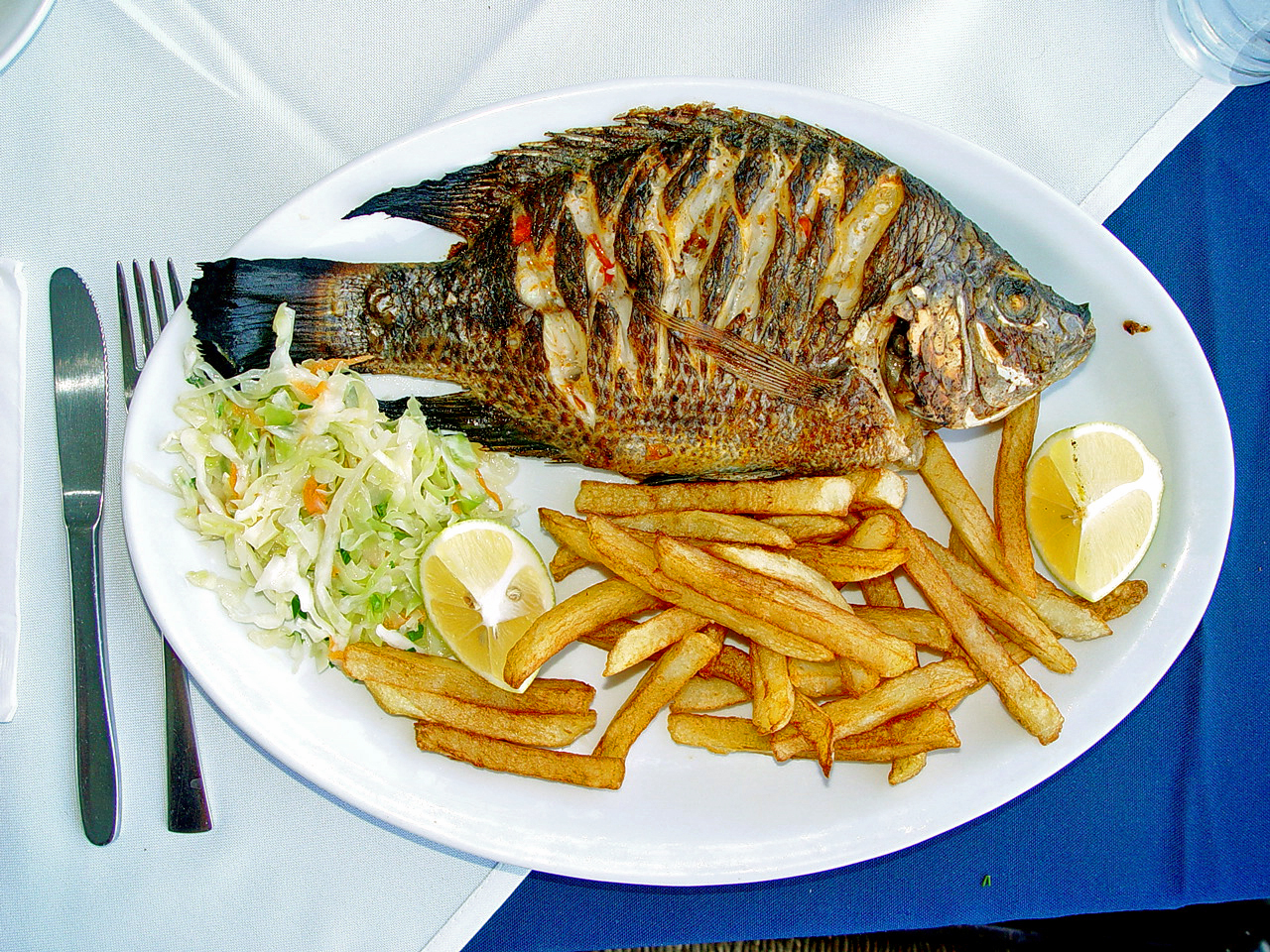
Una Tilapia zilli ("Pesce di San Pietro") servito in un ristorante tipico di Tiberiade.

La moneta nella bocca del pesce è uno dei miracoli di Gesù, raccontato in Matteo 17,24-27
Il tetradramma (o siclo) era la moneta necessaria al pagamento della tassa del tempio per due persone (2 dracme a testa all'epoca). Solitamente si pensa che la moneta usata da Gesù e da San Pietro fosse un siclo di Tiro.
La bibbia non specifica la specie di pesce catturato da Pietro, ma la Tilapia è solitamente chiamata in riferimento a questo miracolo "Pesce di San Pietro".